# みくり学園スイーツ部
『みくり学園スイーツ部』（みくりがくえんスイーツぶ）は、ポルリンによる日本の漫画作品。取材協力はナマダ。『月刊ドラゴンエイジ』（富士見書房）の2013年9月号から2014年12月号まで連載 し、実在するスイーツが登場することが特徴 である。単行本全2巻（ただし2巻は自費出版）。話数の数え方は「口目（くちめ）」である。

## あらすじ
御厨学園の新入生である栗山ユミノ（クリミノ）がどの部活動に入ろうか迷っていると、部活動の一覧に「スイーツ部」という部を発見する。興味を持ったクリミノがスイーツ部の様子を窺っていたところ、先輩の庄後コナツ（ショコナ）に誘われ、ただスイーツを食べるだけという「スイーツ部」へ入部することに。

## 舞台
御厨学園高等学校（みくりがくえんこうとうがっこう）
主人公であるクリミノ達が通う高校。東京都に存在する。
部活動は、運動部と文化部に分かれて、各十数個の部が存在しており、スイーツ部は文化部に分類されている。
スイーツ部
御厨学園に存在する文化部で、作中における現在の部長は2年生の片瀬ハクイ。活動内容はその名の通り、スイーツを食べ楽しむというものである。ただし、スイーツ部に在籍するためには、「期末試験で30位以内である」という条件がある。これはスイーツ部を設立し、部として認可してもらう際に、学業にプラスとなるような理由を求められ、「スイーツは人の心を豊かにし、通常よりも学問に励める」という理由付けをしたためである。夏休みには合宿も行っており、沖縄や北海道に行っている。
作中の現在時間においての部員は1年生のクリミノとモモ、2年生のハクイとショコナの計4名。OGには、モモの姉のミカン以外にカナ、チエミという名前が挙がっている。

## 登場人物
栗山 ユミノ（くりやま ユミノ）
御厨学園1年C組。愛称は「クリミノ」。
素直だが、ちょっと人見知りをする性格。部活動一覧を見てスイーツ部に興味を持ち、部室の外でスイーツ部の様子を窺っていたところをショコナに声をかけられ、そのまま入部した。スイーツに関する知識はあまり無い。おばあちゃん子だったためか、同年代と話すのがあまり得意ではなく、部活動に入部したのも元々同年代の友達を作るためだった。眼鏡をかけているのも、視力の低下以外におばあちゃんの眼鏡に憧れていたからという理由もある。
三鷹在住。12月22日生まれ。身長は155センチメートル。趣味はゲーム。好きなスイーツはあんころ餅。折り紙が得意。苗字の「栗山」の由来はモンブラン。
烏帽子 モモノ（えぼし モモノ）
御厨学園1年F組。愛称は「モモ」。
黒髪長髪 で、大人しい女の子だが、スイーツを食べる時は満面の笑みになったり、泣いたりと感情豊かである。入学式の日には早くもスイーツ部へ入部しており、スイーツ部の部室では、姉のミカンの教えにより、率先して片づけやお茶くみをしている。
7月19日生まれ。身長は145センチメートル（将来美人になると言われながら小学生で成長が止まった）。趣味はテニス。父親が大阪出身。好きなスイーツはフルーツ系。カラフルなものが好き。
片瀬 ハクイ（かたせ ハクイ）
御厨学園2年E組で、スイーツ部の部長。愛称は「ハクイ」（ショコナからは「ハク」と呼ばれる）。
面倒見がよく、期末試験学年1位の博識。うんちくを語る際に無意識に長話をしてしまう癖があり、よくショコナに止められている（富士見書房の公式ページに載っているプロフィールではその性格を「うんちく主義☆」と表現されている）。また、ハクイの自宅にプールがある等、いわゆるお嬢様であることが窺えるが、本人は「すごいのはお父さんとお母さん」と言って、それを自慢するようなことはない。
11月1日生まれ。身長149センチメートル。趣味はガーデニングと、うんちく用の勉強。趣味のガーデニングに関連して植物を好んでおり、マイフォークやヘアピン、ストラップなどを全て植物をモチーフにしたものに統一しているほどである。ぬいぐるみが大好きで、いまだに抱きながら寝ている。好きなスイーツはタルトなど。
「ハクイ」という名前の由来は、初期設定においては化学部所属で白衣を着ていたことから。
庄後 コナツ（しょうご コナツ）
御厨学園2年A組。愛称は「ショコナ」。
いつでも明るく元気いっぱいな性格。ハクイやクリミノをスイーツ部に誘ったり、植物好きのハクイやカラフル好きのモモのことを考えて、部室の模様替えの際に室内ガーデニング用の植物を貰ってくるなど行動力がある。冗談や悪戯好きで、よくハクイをからかっているが、ハクイとは特に仲が良い。「クリミノ」という愛称はショコナの付けた愛称である。明るく元気いっぱいな一方で、大勢でお風呂に入るのは苦手。これは、ショコナが小学5年生の時にはもう胸が大きく、修学旅行等で皆とお風呂に入るたびに弄られていたからである。
調布在住。9月10日生まれ。身長161センチメートル。趣味は水泳とサイクリング。好きなスイーツはショコラ・カカオ系。
木枯 ミサキ（こがらし ミサキ）
御厨学園の2年生担当の体育教師で、スイーツ部の顧問。
一見すると教師には見えないような容姿をしており、初対面のクリミノもスイーツ部の先輩だと勘違いした。性格も子供っぽい所があって親近感がありすぎるために、生徒たちも自然と「ミサキちゃん」と呼び始めるという。なお、ショコナからは「ミサキチ」、モモからは「ミサキ先生」と呼ばれている。学校では常にジャージを着ているが、これは体育教師であるという理由以外にも、一度私服で学校に来たら生徒と間違われて他の教師に怒られたという経験があることも一因となっている。夏休みの北海道合宿の際に私服で登場したが、可愛い私服であったためにクリミノやモモからも「ミサキちゃん」と呼ばれるようになった。なお、私服のセンスに関しては、本人曰く「自分は服のセンスが悪いからショップの人にいつもお任せで」。
2月3日生まれ。身長154センチメートル。趣味は犬と散歩をすること。好きなスイーツはショートケーキ。
烏帽子 ミカン（えぼし ミカン）
モモノの姉で、御厨学園スイーツ部のOG。モモノやクリミノより3歳、ショコナやハクイより2歳年上。
スタイルがよく、活発でパワフルな性格。モモノ曰く「破天荒」、「ショコナ先輩をもっと荒々しくした感じ」。
ショコナの話によると「気のつく人だった」ようで、モモノにお茶やコーヒーの淹れ方を教えた（なお、ミカンが好きなのは紅茶）。御厨学園とスイーツ部を卒業した後も、たまにスイーツの差し入れをしている。好きな漫画の弁護士キャラがスイーツ好きであるために、弁護士を目指している。モモからは「お姉ちゃん」、ショコナやハクイからは「ミカン先輩」、ミサキからは「ミカンちゃん」と呼ばれている。
また、単行本2巻と同時に発行された同人誌「北海道のしおり」（しおりシリーズ）において、ミカンが登場している。
山芳 不三子（やまよし ふみこ）
御厨学園の教頭先生。穏やかで気配りのできる人物であり、「スイーツ部のお母さんみたい」と評される。
甘い物好きで、よくスイーツ部にスイーツの話を聞いており、近所でお茶会をする際にスイーツ部で聞いたスイーツをふるまい喜ばれているという。そして、いつも話を聞くだけじゃ悪いから、という理由から個人的にスイーツ部に部費の援助をしており、それに応えてスイーツ部側もスイーツのレポートを書いて教頭先生に渡している。

## 登場したスイーツ
単行本1巻
- ヨックモックのシガール
- アンファンスのホワイトモンブラン
- オー・ファン・パレのタルト・フリュイ
- カカオエット・パリのショートケーキ
- 石村萬盛堂の鶏卵素麺、鶴乃子
- アステリスクのデゼール
- たい焼き鉄次の鉄次、鉄子
- フロレスタのドーナツ
- セシル エリュアールのデザートサロン
- シンチェリータのラックブランシュ
- カフェ中野屋のかき氷

単行本2巻
- カフェバイプレゴのパンケーキ
- パティスリー アミティエのガレット・デ・ロワ
- 五感の五感まんま
- もりもとのさっぽろとうきびガレット
- 六花亭のマルセイバターサンド
- ハッピネスデーリィのジェラート
- ガーデンカフェ ラウラウのニンジンケーキとオリジナルチーズケーキ
- 白い恋人パークの白い恋人

## 単行本
「みくり学園スイーツ部」の単行本は、商業としては1巻のみで2巻は発売されなかったため、作者が出版社に許可を取り自費出版で2巻を発売した。そのため、2巻は一般の書店ではなくメロンブックスやとらのあな等の同人ショップで販売されている。
- ポルリン 『みくり学園スイーツ部』 KADOKAWA 〈ドラゴンコミックスエイジ〉、1巻
  1. 2014年3月8日発売 ISBN 978-4-04-070051-9
- ポルリン 『みくり学園スイーツ部』2巻（2014年12月30日発売）

- 単行本のカバー・本文デザインは、作者の前作『京アミ!』同様、浜崎正隆（株式会社ナルティス）が担当。
- 単行本1巻は雑誌掲載時とは異なり、各話の順番を入れ替えて作中の時系列順で収録されている。